# Elvy Lindén
Anna Elvy Elisabeth Spjut-Lindén, född 25 september 1913 i Färgaryd utanför Hyltebruk i Småland, död 28 oktober 1990, var en svensk målare.
Hon var dotter till Enock Otto Spjut och Lisa Spjut och gift med Filip Sigurd Arnold Lindén (1909–1999). Hon studerade konst för Gunnar Sandberg samt i utlandet. Hennes konst består av landskap i en ljus kolorit, småländska skogsinteriörer och bohuslänska kustmotiv huvudsakligen utförda i akvarell. Makarna Lindén är begravda på Värnamo Norra kyrkogård.  